# Maḩţūţābād
Maḩţūţābād (persiska: محطوط آباد, Maţūţābād) är en ort i Iran.   Den ligger i provinsen Kerman, i den sydöstra delen av landet, 1 000 km sydost om huvudstaden Teheran. Maḩţūţābād ligger 570 meter över havet och antalet invånare är 540.
Terrängen runt Maḩţūţābād är platt.Runt Maḩţūţābād är det glesbefolkat, med 17 invånare per kvadratkilometer. Maḩţūţābād är det största samhället i trakten. Trakten runt Maḩţūţābād består till största delen av jordbruksmark.